# Lutjanus dodecacanthoides
Lutjanus dodecacanthoides is een straalvinnige vis uit de familie van snappers (Lutjanidae) en behoort derhalve tot de orde van baarsachtigen (Perciformes). De vis kan een lengte bereiken van 30 cm.

## Leefomgeving
Lutjanus dodecacanthoides is een zoutwatervis. De vis prefereert een tropisch klimaat en komt voor in de Grote en Indische Oceaan.

## Relatie tot de mens
Lutjanus dodecacanthoides is voor de visserij van beperkt commercieel belang. In de hengelsport wordt er weinig op de vis gejaagd.
Voor de mens is de soort ongevaarlijk.